# Já, Mattoni
Já, Mattoni je dvanáctidílný historický životopisný seriál České televize s Aloisem Švehlíkem, Davidem Švehlíkem a Jáchymem Novotným v hlavních rolích. Seriál líčí život Heinricha von Mattoniho, zakladatele slavné značky minerální vody. Vychází z autobiografie, která je částečně fiktivní a částečně se opírá o dohledatelné historické momenty. Režisérem je Marek Najbrt. Scénář napsal Petr Zikmund a také ho napsal jako knihu. Kostýmní výtvarnicí je Andrea Králová.

## Děj
Seriál líčí život Heinricha von Mattoniho (Alois Švehlík, David Švehlík, Jáchym Novotný) a jeho blízkých. Odehrává se mezi lety 1850–1910.

## Obsazení a postavy
| Alois Švehlík        | vládní rada Heinrich von Mattoni ve třetí fázi života                                             |
| David Švehlík        | Heinrich von Mattoni ve druhé fázi života                                                         |
| Jáchym Novotný       | Heinrich von Mattoni v první fázi života                                                          |
| Taťjana Medvecká     | Wilhemína von Mattoni, manželka Heinricha von Mattoniho ve třetí fázi života                      |
| Tatiana Vilhelmová   | Wilhemína von Mattoni, manželka Heinricha von Mattoniho ve druhé fázi života                      |
| Vladimír Kratina     | karlovarský lékař Josef von Löschner, přítel Heinricha von Mattoniho                              |
| Anna Geislerová      | Marie von Löschnerová, manželka Josefa von Löschnera                                              |
| Josef Polášek        | Rudi Griewein, manžel Alberty von Mattoni a zeť Heinricha von Mattoniho a Wilhelemíny von Mattoni |
| Zdeněk Piškula       | Franc Rohlinek v nejmladší fázi, hlavní konkurent Heinricha von Mattoniho                         |
| Anita Ešpandrová     | prostitutka                                                                                       |
| Bára Vozková         | Kamila von Mattoni, nejmladší dcera Heinricha von Mattoni                                         |
| Vladimír Javorský    | Karl Mattoni, otec Heinricha von Mattoni                                                          |
| Jana Plodková        | Alberta von Mattoni, mladší dcera Heinricha von Mattoni                                           |
| Zuzana Bydžovská     |                                                                                                   |
| Ondřej Malý          | Granz                                                                                             |
| Vojtěch Dyk          |                                                                                                   |
| Táňa Pauhofová       | Katy                                                                                              |
| Jan Budař            | vrchní revizor                                                                                    |
| Marek Daniel         |                                                                                                   |
| Martin Myšička       | doktor Gastl                                                                                      |
| Norbert Lichý        | radní Knoll, otec Wilhelmíny                                                                      |
| Matěj Hádek          | Harry Provazník                                                                                   |
| Hana Vagnerová       |                                                                                                   |
| Zdeněk Klumpar       |                                                                                                   |
| Petra Nesvačilová    |                                                                                                   |
| Jiří Maryško         |                                                                                                   |
| Jan Vondráček        |                                                                                                   |
| Magdaléna Sidonová   |                                                                                                   |
| Barbara Lukešová     |                                                                                                   |
| Miloslav Maršálek    |                                                                                                   |
| Milena Steinmasslová |                                                                                                   |
| Ester Kočičková      |                                                                                                   |
| Tereza Hofová        |                                                                                                   |
| Jan Kubka            |                                                                                                   |
| Veronika Pouchová    |                                                                                                   |

## Natáčení
Natáčet se začalo v říjnu 2014. Mattoniho hrají tři herci ve třech fázích života.
Největší část jeho života hraje David Švehlík.  Nejmladšího Mattoniho měl původně hrát Jan Komínek, krátce po začátku natáčení byl ale přeobsazen a nahradil ho Jáchym Novotný. Nejstaršího Mattoniho původně hrál Jiří Bartoška, který ale po začátku natáčení onemocněl rakovinou a natáčení přerušil a zatím se točily scény, ve kterých jeho postava není, ale v únoru 2015 Česká televize oznámila, že ho nahradí Alois Švehlík. Josefa Viléma z Löschneru, karlovarského lékaře a přítele Heinricha von Mattoniho, hrál původně Josef Abrhám, ve stejné době jako Jiří Bartoška ale od natáčení seriálu odstoupil a nahradil ho Vladimír Kratina.
Seriál se natáčel v Praze v bývalé Živnobance, na Konopišti, ve Vídni, Salcburku, Kroměříži Přešticích na zámku Lužany, v Bílině, na zámku Buchlovice, v Ústí nad Labem, na zámku Velké Březno, ve Wolfrumově vile, Karlových Varech, Žatci a Karlově Studánce.
Tento seriál je dosud nejdražším seriálem České televize.